# Жорді Саваль
Жорді Саваль і Бернадет (кат. Jordi Savall i Bernadet; нар. 1 серпня 1941, Ігуалаза) — каталонський та іспанський диригент, скрипаль та композитор.

## Репертуар
Дискографія Саваля налічує понад сто найменувань. В його репертуарі музика епохи бароко і епохи Відродження, в тому числі твори Монтеверді, Люллі, Куперена, Шарпантьє, Боккеріні, Габріелі, Перселла, Дж. Доуленда, Гіббонса, Вівальді, Телемана, Баха. Особливе місце в репертуарі Савален відведено старовинній іспанській музиці (в тому числі, антологія «España antigua»).
Велика дискографія Саваля опублікована на порталі medieval.org [Архівовано 18 березня 2020 у Wayback Machine.].

## Музична освіта
Музичну підготовку розпочав у шестирічному віці у шкільному хорі рідної Ігуалази (1947–55). Після закінчення Барселонської музичної консерваторії (де він навчався з 1959 по 1965 роки), він спеціалізувався на ранній музиці, співпрацюючи з Ars Musicae de Barcelona під керівництвом Енріка Гісперта, навчаючись у Августа Венцінгера в Schola Cantorum Basiliensis у Базелі, Швейцарія (1968–70).

## Визнання
Саваль визнається одним з найбільш значних музикантів сучасності, що займаються виконанням старовинної музики, в тому числі і каталонської. Офіцер Ордена мистецтв і літератури (1988), кавалер каталонського хреста Святого Жорді (1990), почесний член Концертгаус у Відні (з 1999), Золота медаль в області витончених мистецтв міністерства культури Іспанії (1998), почесний доктор Левенського університету (2002), Золота медаль уряду Каталонії (2003) та ін. Введений в Зал слави журналу Gramophone.